# 王文 (1960年)
王文（1960年1月—），男，河南修武人，中華人民共和國军事人物、政治人物、少將軍階。1983年4月加入中國共產黨，在職大學學歷。

## 簡歷
曾任驻港部队副参谋长，茂名军分区司令员，惠州军分区司令员，珠海警备区司令员。2014年，任駐澳門部隊司令員。2018年，任廣東省軍區副司令員。